# Соль (альбом)
«Соль» — сольный студийный альбом Бориса Гребенщикова, выпущенный 1 ноября 2014 года.

## История
Альбом был записан в нескольких студиях в Лос-Анджелесе (Blackbeard’s cabin), Лондоне (SNAP studios, Hear No Evil) и Санкт-Петербурге (Студия 602). Студийные работы начались осенью 2013 года и продолжались до осени 2014 года.
Альбом сразу взлетел на первое место в списке самых продаваемых по предзаказу альбомов в магазинах iTunes России и Украины, которым было предоставлено исключительное право его продажи на одну неделю. Три песни с альбома, «Если Я Уйду», «Любовь Во Время Войны» и «Пришёл Пить Воду» также заняли первые три места в списках самых популярных песен двух стран в том же магазине, но в разном порядке. Украинцам больше всего понравилась песня «Если Я Уйду», а россиянам — «Пришёл Пить Воду».
За несколько дней до поступления в продажу альбом был выложен в интернет для прослушивания (не для скачивания), в специальном разделе с ограниченным доступом «Дикая Северо-Западная Ложа Великих Дворников и Беспечных Рыбаков» на сайте kroogi.com. Сообщается, что всем вступившим в «ложу» будут доступны записи студийного качества, фотографии из личного архива Гребенщикова и различные ранее неопубликованные материалы.

## Критика
Музыкальный критик Артемий Троицкий назвал альбом «лучшим из написанного и записанного Гребенщиковым за 40 с лишним лет».
Обозреватель Русской службы BBC Александр Кан отметил в статье, посвященной альбому: «Борис Гребенщиков записал великий альбом. Заявление кажется дерзким, поспешным и преждевременным. Не знаю, быть может суд времени и истории распорядится иначе». «Ошеломление от мощи. Мощи замысла, глубины и остроты идей, общего уровня подогнанных одна к одной, без единого слабого места песен, безукоризненных по качеству аранжировок и исполнения и предельно разнообразной музыкальной фактуры <…>. [Альбом] пронизан болью, пронизан яростью, пронизан печалью, но при этом в нём есть и светлое чувство — без малейшей сентиментальности. Даже обращения к Богу, в прошлом иногда нарочитые, здесь звучат очень искренне и совершенно ненавязчиво».
По мнению Андрея Бухарина (Rolling Stone Russia), Соль — «главный русский альбом этого непростого года». «И без объяснений мастера понятно, почему он вышел не под привычным грифом его группы — он говорит о слишком личных и слишком серьезных вещах без обязательной аквариумической игривости и тумана. Автор настоятельно подчеркивает, что все песни кроме „Селфи“ были сочинены в прошлом году, до всех событий. Если это не лукавство, то остается только удивляться, как резонируют песни с днем сегодняшним, с мрачной осенью за окном: „Над нами развернуто зимнее знамя / Нет лиц у тех, кто против, лиц у тех, кто с нами“ („Любовь во время войны“). Дрожь берёт, когда дилановски надтреснутым голосом патриарх пропевает строчки: „Передайте в министерство путей сообщений / Этот рейс подходит к концу“ („Селфи“)».
«Минимализм в музыке и настроение Соли роднит пластинку с Русским Альбомом. Оба альбома — это зеркальное отражение времени. Только тогда было не совсем ясно куда идти, а теперь стало понятно, что никакое движение и не начиналось. „Мы в самом начале“, спешим на праздник урожая в построенный своими руками Дворец Труда. Соль — это альбом-предостережение, альбом-исповедь. Если угодно — призыв к самоочищению, работе исключительно над собой. Собственно, об этом Борис Борисович поёт уже не одно десятилетие, но, даже осознавая это, в его песнях будут находить политические аспекты, притягивать за уши к происходящим вокруг процессам, хотя все произведения не о том, что снаружи, а о том, что внутри. Но — „сколько бы ни пели, всё равно что молчали“. Что поделать, каждый видит лишь то, что хочет, винить мир легче и проще, чем меняться самому», — пишет обозреватель Репродуктора Дмитрий Мех.
«Гребенщиков, в последнее время игравшего роль эдакого гуру „над схваткой“, бросается в лужу нашей российской действительности. „Закручивание гаек“, религиозное фарисейство, необъявленная война… Голос звучит без привычной возвышенной дрожи, порой он по-стариковски хрипит. „Праздник урожая во дворце труда“, „Любовь во время войны“ — думаю, эти слова по-иному не спеть. А песня „Пришёл пить воду“ содержит библейскую строчку, давшую название альбому: „Когда соль теряет силу, она становится яд“. В ней — красота и какая-то опустошенность. Когда хочется опустить руки, повесить гитару на гвоздь и уйти, но понимаешь, что никому больше эти слова не спеть», — отметил Владимир Импалер в рецензии для журнала InRock.
Сайт «Наш Неформат» по результатам опроса экспертов (журналистов, музыкантов, организаторов фестивалей) назвал Соль альбомом года. «Среди наших экспертов этот альбом назвал лучшим практически каждый второй, так что это не просто победа, а победа с огромным отрывом», отмечено на сайте. Борис Гребенщиков и группа «Аквариум» также лидируют в номинации «Артист/группа года».

## Список композиций
| №                   | Название                          | Длительность |
| ------------------- | --------------------------------- | ------------ |
| 1.                  | «Праздник урожая во дворце труда» | 3:35         |
| 2.                  | «Пришёл пить воду»                | 3:48         |
| 3.                  | «Губернатор»                      | 3:37         |
| 4.                  | «Не было такой»                   | 2:54         |
| 5.                  | «Любовь во время войны»           | 4:13         |
| 6.                  | «Ветка»                           | 3:43         |
| 7.                  | «Голубиное слово»                 | 6:12         |
| 8.                  | «Если я уйду»                     | 4:18         |
| 9.                  | «Селфи»                           | 3:52         |
| 10.                 | «Stella Maris»                    | 7:14         |
| Общая длительность: | Общая длительность:               | 43:26        |

## Состав
В записи приняли участие следующие музыканты:
- Борис Гребенщиков — голос, гитары, клавишные инструменты, мандолина, окарина
- Пол Стейси (Paul Stacey) (Oasis, The Black Crowes) — гитара, бас
- Александр Титов — бас
- Борис Рубекин — клавишные, флейта, челеста, меллотрон
- Андрей Суротдинов — скрипка, альт
- Шар — перкуссия
- Liam Bradley — ударные
- Джереми Стейси (Jeremy Stacey) (Noel Gallagher’s High Flying Birds) — ударные, перкуссия, тамбурин, марксофон
- Митчелл Фрум (Mitchell Froom) — ОР1, клавишные
- Майкл Урбано (Michael Urbano) — ударные
- David Farragher — бас
- Алексей Жилин — виолончель
- Всеволод Долганов — виолончель
- Алексей Саркисов — виолончель
- Leo Duarte — гобой
- Lynda Sayse — теорба
- Clive Bell — сякухати
- Melissa Holding — кото
- Валерия Курбатова — арфа

Солисты
- Ричард Томпсон — соло-гитара («Губернатор»)
- Мел Коллинз (King Crimson) — бас-кларнет («Ветка»)
- Иэн Андерсон (Jethro Tull) — флейта («Любовь Во Время Войны»)
- Эндрю Бёрд (Andrew Bird) — скрипка («Не Было Такой»)
- Дэвид Хидалго (David Hidalgo) — гитара («Праздник Урожая Во Дворце Труда»)
- Брайан Финнеган — флейта («Голубиное Слово»)

Струнный квартет
в песне «Stella Maris»
- Patrick Kiernan — скрипка
- Bruce White — виола
- Ian Burdge — виолончель
- Oli Langford — виола

Аранжировка
- Aранжировка — David Arch
- Аранжировка хора — Павел Тимофеевский

Звукорежиссёры
- David Boucher in Los Angeles, Blackbeard’s cabin
- Jerry Boys in London, SNAP studios
- Jeremy Stacey in London, Hear No Evil
- Борис Рубекин в Санкт-Петербурге, студия 602

Оформление
- Фото — Наталья Харитонова
- Дизайн — Wynerdesign[16]

Продюсирование
- Координация — Алексей Ипатовцев
- Продюсеры — БГ & Mitchell Froom

## Рецензии
- Иван Кислый. Сольная «Соль». Никогда еще Борис Гребенщиков не был так зол, конкретен и мрачен: Иван Кислый распробовал альбом «Соль». colta.ru (13 ноября 2014). Дата обращения: 1 марта 2018.
- Александр Кан. Соль Бориса Гребенщикова. BBC Русская служба (29 октября 2014). Дата обращения: 1 марта 2018.
- Шамиль Керашев (3 ноября 2014). «Соль»: лучший альбом БГ за долгие годы. Обозреватель «РГ» узнал, чем так хороша «Соль» Бориса Гребенщикова. Российская газета. Дата обращения: 1 марта 2018.